# Koks Badźar
Koks Badźar (beng. কক্সবাজার; ang. Cox's Bazar) – miasto w Bangladeszu w prowincji Ćottogram, położone na brzegu Zatoki Bengalskiej.

## Charakter
Główny ośrodek wypoczynkowo-turystyczny Bangladeszu, znane z najdłuższej nieprzerwanej na świecie piaszczystej plaży o długości 125 km.

## Historia
Nazwa miasta, założonego w 1798, pochodzi od kapitana Hirama Coxa, oficera Indii Brytyjskich, który został wybrany na komisarza posterunku w Cox's Bazar (wówczas Palongkee). Zaangażował się mocno w rozwiązanie konfliktu pomiędzy tubylcami a ludnością napływową Arakanów. Przedwczesna śmierć kapitana w 1799 roku uniemożliwiła całkowite rozwiązanie problemu, jednak jego praca na rzecz lokalnej społeczności przysporzyła mu uznanie wśród ludności, co zaowocowało nadaniem miastu jego imienia.